# Brenthis parvimarginalis
Brenthis parvimarginalis är en fjärilsart som beskrevs av Nakahara 1926. Brenthis parvimarginalis ingår i släktet Brenthis och familjen praktfjärilar. Inga underarter finns listade i Catalogue of Life.